# Konstytucja Indii

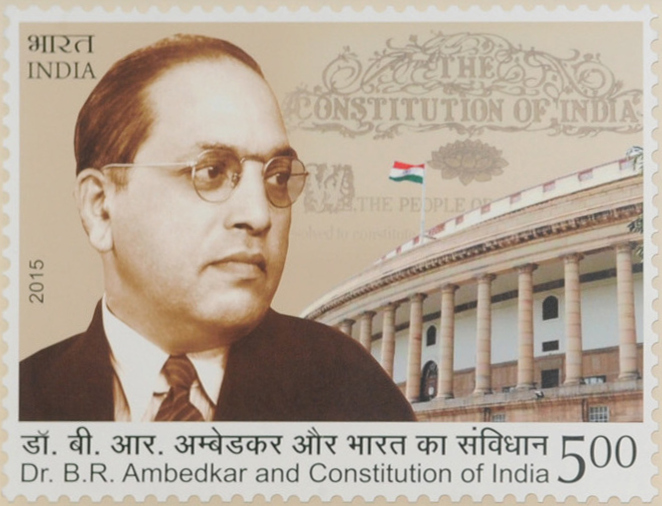
B.R. Ambedkar, przewodniczący komisji przygotowującej projekt konstytucji na znaczku pocztowym Indii.

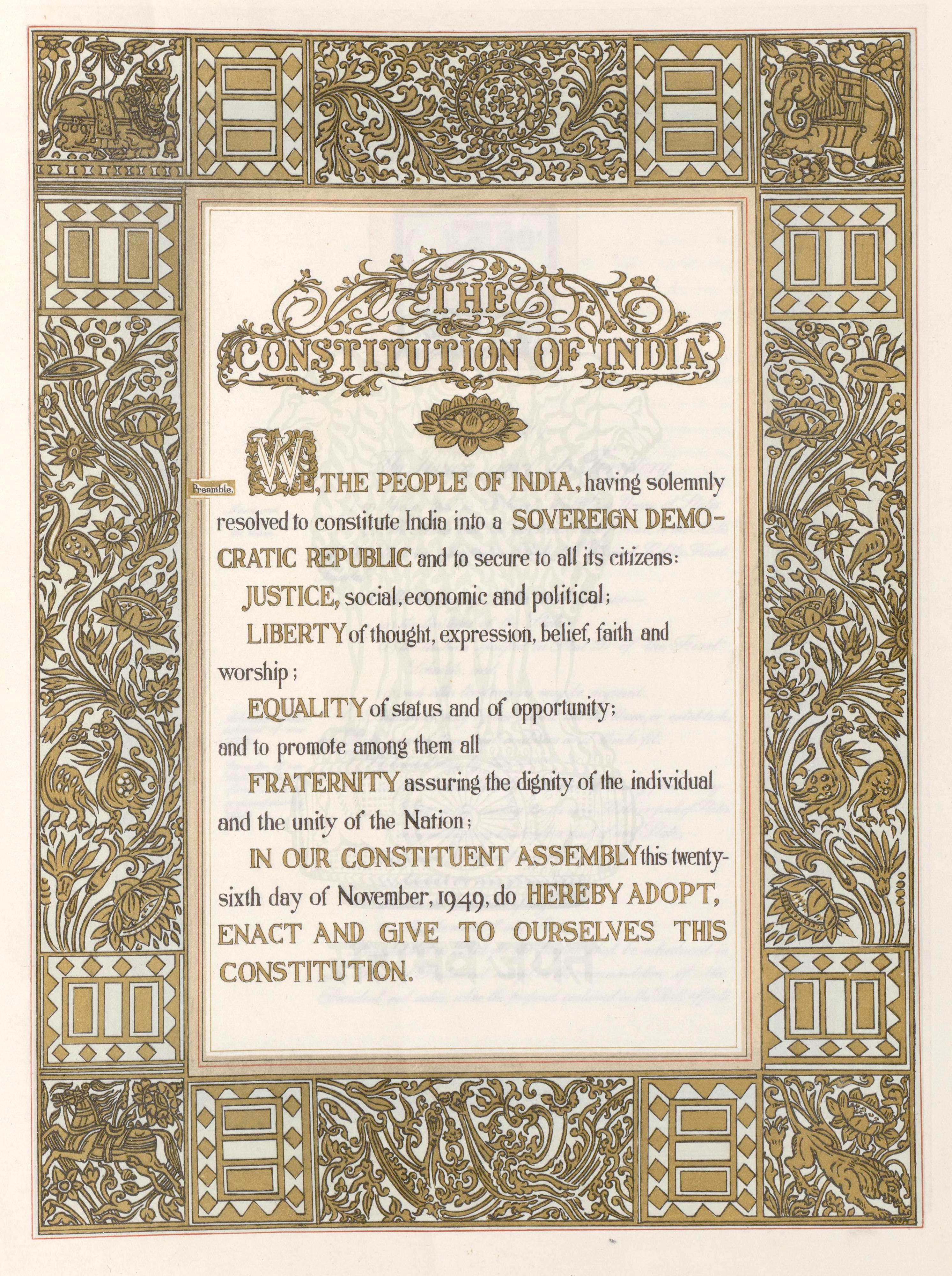
Preambuła indyjskiej konstytucji

Konstytucja Indii (ang. The Constitution of India, hind. भारतीय संविधान, trl. Bhāratīya Samvidhān) – ustawa zasadnicza Indii. Zawiera podstawowe zasady ustroju politycznego Indii, strukturę głównych organów państwowych, a także podstawowe prawa i wolności obywatelskie.
Została uchwalona przez Zgromadzenie Konstytucyjne 26 listopada 1949 roku i weszła w życie 26 stycznia 1950 roku. Oryginał napisany był w języku angielskim.
W preambule Indie określone są jako suwerenna, socjalistyczna, świecka republika demokratyczna. Ta wersja została ustalona 42 poprawką do konstytucji z 28 sierpnia 1976 roku. Pod względem ustroju politycznego, Indie są krajem federalnym z systemem parlamentarno-prezydenckim i z dwuizbowym parlamentem.
Największy wpływ na kształt konstytucji miał ustrój polityczny Wielkiej Brytanii. Jej twórcy czerpali również z doświadczenia konstytucyjnego Stanów Zjednoczonych, Kanady i Irlandii a także konstytucji weimarskiej i austriackiej. Część późniejszych poprawek powstała w oparciu o konstytucję ZSRR z 1936 roku.
Jest to najdłuższa z konstytucji państwowych. Składa się z 24 części zawierających 345 artykułów, oraz 12 załączników.